# 簡士耕
簡士耕（Shih-keng Chien，1980年—），台灣電影、電視編劇，國立台北大學社會學系畢業，國立台北藝術大學電影創作研究所肄業。

## 電影作品
- 2019年《返校》
- 2017年《紅衣小女孩2》
- 2015年《落跑吧愛情》（任賢齊、羅安得、舒淇、劉蕊瑄、曾顯章合編）
- 2013年《大尾鱸鰻》（邱瓈寬、李元璞、林明謙、陳承祥、王也民合編）
- 2012年《新天生一對》（劉書樺、古書榕、林智祥、陳炘怡、周謹、李焯雄合編）
- 2012年《我，19歲》
- 2008年《初戀風暴》
- 2008年《愛妳一萬年》（林純華、北村豐晴合編）
- 2007年《魚狗》（高炳權、楊欣穎合編）
- 2005年《絕魂印》
- 2005年《結束了嗎？還沒之愛妳一萬年！》(短片)
- 2005年《搖滾戰士》(短片)

## 電視作品
- 2018年《你的孩子不是你的孩子-貓的孩子》
- 2006年《拳擊手套洋娃娃》(公共電視人生劇展)
- 2006年《危險心靈》（易智言、王紀堯、蔡宗翰、鄭仰山、連凱鴻、雷建容合編）
- 2005年《愛的麵包魂》
- 2004年《戲說台灣》部份劇集。
- 2003年《玫瑰瞳鈴眼》部份劇集。

## 出版書籍
- 2010年，電影《初戀風暴》改編小說(蓋亞文化出版)
- 2010年，電影《愛你一萬年》改編小說(蓋亞文化出版)
- 2009年，電影《聽說》改編小說(蓋亞文化出版)

## 獎項紀錄
| 年份   | 頒獎典禮         | 獎項                     | 影片                          | 結果 |
| ------ | ---------------- | ------------------------ | ----------------------------- | ---- |
| 2007年 | 第42屆金鐘獎     | 戲劇節目編劇獎           | 危險心靈                      | 提名 |
| 2008年 | 第31屆金穗獎     | 優良電影劇本             | 初戀紀事                      | 獲獎 |
| 2019年 | 第54屆金鐘獎     | 迷你劇集／電視電影編劇獎 | 你的孩子不是你的孩子-貓的孩子 | 提名 |
| 2019年 | 第56屆金馬獎     | 最佳改編劇本             | 返校                          | 獲獎 |
| 2020年 | 第22屆台北電影獎 | 最佳編劇                 | 返校                          | 提名 |

## 外部連結
- 簡士耕在互联网电影资料库（IMDb）上的資料（英文）
- 簡士耕在香港影庫上的簡介
- 簡士耕在豆瓣上的资料（简体中文）
- 簡士耕在时光网上的簡介（简体中文）